# Ioan M. Bota
Ioan M. Bota (n. 16 ianuarie 1920, Rona de Jos, Maramureș – d. 18 noiembrie 2021, Florești, județul Cluj) a fost un preot român unit, istoric, profesor universitar, prelat papal, veteran de război, general de brigadă, deținut politic.

## Biografie
Ioan M. Bota s-a născut la 16 ianuarie 1920, în comuna Rona de Jos, pe atunci în plasa Sighet a județului Maramureș (interbelic), ca al doilea din cei șapte copii ai lui Mihai și Mărincuța Bota.
Școala primară a urmat-o în satul natal, iar în 1942 a obținut diploma de învățător la Școala Normală din București.
În 1942 a absolvit Școala Militară de Ofițeri de Infanterie de la Câmpulung-Muscel.
În timpul celui de-Al Doilea Război Mondial a comandat un pluton de mitraliere în zona Pașcani–Iași. În data de 23 august 1944 a căzut prizonier la sovietici. În 1945 s-a întors din prizonierat și s-a încadrat ca ofițer cu gradul de locotenent major la Regimentul Pitești. Întrucât nu dorea să fie implicat în politica de îndoctrinare comunistă, care era „contrară convingerilor sale creștine”, a demisionat din armată. Apoi s-a înscris la Academia Teologică Română Unită de la Blaj, unde a obținut licența în teologie.
La 22 iulie 1948 a fost arestat ca agitator contra comunismului, iar apoi a fost judecat și condamnat de Tribunalul Militar Cluj pentru răspândire de publicații interzise și predici contra noii orânduiri socialiste. A trecut prin închisorile din Satu Mare, Cluj, Aiud, iar la 25 noiembrie 1949 a fost eliberat.
Ca să se întrețină a lucrat ca zilier la Atelierele „16 Februarie” din Cluj și a reușit să-și continue studiile începute în paralel cu cele teologice, la Facultatea de Filosofie a Universității din Cluj, pe care o absolvă în 1952. A făcut studii de limbă rusă, pentru a putea fi numit profesor la liceul din Aiud. Acolo a predat limba rusă, limba română și istoria, iar în decembrie 1955 s-a transferat în comuna Florești, comuna natală a soției.
Între anii 1956–1962 Ioan M. Bota a urmat, la fără frecvență, Facultatea de Litere-Istorie a Universității din Cluj, iar între 1969–1977 a urmat doctoratul la Universitatea din București, în specialitatea istorie.
Deși era urmărit de organele de represiune comuniste, a participat la activitatea pastorală în clandestinitate, până la prăbușirea comunismului în România, în decembrie 1989.
În anul 1982 s-a pensionat. A fost hirotonit diacon la data de 14 septembrie 1988. După reintrarea în legalitate a Bisericii Române Unite cu Roma, în perioada 1990-1998, Ioan M. Bota a fost preot la Huedin, județul Cluj și a predat teologia, ca profesor universitar la Oradea, iar între 1990-2002 la Institutul Teologic Greco-Catolic din Cluj.
A fost căsătorit cu Victoria Selejan, din 1953. Au avut doi copii, Mihai-Marius (1957-1993) și Ileana-Victoria (n. 1958).
Ca veteran de război a primit gradul de general de brigadă.
Pr. prof. Ioan M. Bota, prelat papal, a decedat la 18 noiembrie 2021, la ora 14:00, la vârsta de 101 ani.

## Opera
Ioan M. Bota a publicat peste 700 de lucrări, dintre care cele mai cunoscute sunt: 
- Istoria Bisericii universale și a Bisericii românești de la origini până în zilele noastre, apărută în două ediții, la Casa de Editură „Viața Creștină” de la Cluj-Napoca;
- Patrologia, Casa de Editură „Viața Creștină” de la Cluj-Napoca, 2002.

Alte lucrări:
- Începuturile culturii scrise în limba română, Cluj-Napoca, Editura Dragoș Vodă, 1999;
- Florești-Cluj - străveche vatră de istorie românească, Ed. Societății Culturale Pro Maramureș „Dragoș Vodă”, Cluj-Napoca, 2000.
- Istoria românilor din cele mai vechi timpuri până azi. Adevăruri nespuse până acum,  Ed. Grinta, Cluj-Napoca, 2014

## Distincții
Duminică, 25 octombrie 2015, în Catedrala Schimbarea la Față din Cluj, părintelui Ioan M. Bota i s-a acordat cea mai înaltă distincție a Eparhiei de Cluj-Gherla, „Diploma și crucea «Sfântul Iosif»”, drept recunoștință pentru „frumoasa activitate pastorală” a acestuia.